# 조성달
조성달(趙成達, 1935년 12월 8일~)은 대한민국의 축구 선수로, 포지션은 공격수이다. 1964년 하계 올림픽에 참가했다.